# Вторая книга (эсперанто)
Вторая книга (эсп. Dua Libro de l' Lingvo Internacia) — вторая книга, изданная для описания международного языка эсперанто, носившего в те времена название Lingvo Internacia, и первая книга, полностью написанная на эсперанто. Она была опубликована в Варшаве в 1888 году доктором Лазарем Заменгофом вскоре после публикации Первой книги.
Вторая книга первоначально была предназначена для публикации в пяти-шести тетрадях в течение 1888 года, выходя с периодичностью примерно два месяца. Публикуя книгу, Заменгоф намеревался предоставить некоторые материалы для чтения и ответить на вопросы о языке, однако в 1888 году он занялся рассмотрением предложений по реформированию языка, и книга была зафиксирована в своей окончательной форме только к концу года, времени, когда должны были выйти запланированные пять-шесть томов.
После публикации Второй книги Заменгоф решил, что нет необходимости в других запланированных тетрадях и вместо этого он опубликовал «Прибавление ко Второй книге» (эсп. Aldono al la Dua Libro de l' Lingvo Internacia). Единственное изменение, которое он сделал в языке в течение 1888 года, это изменение написания коррелятов времени (ĉian-ian-kian-tian-nenian) на их современную форму (ĉiam-iam-kiam-tiam-neniam).
Вторая книга состоит из предисловия, двух разделов с замечаниями к проекту эсперанто и 20 разделов с образцами текста на эсперанто, среди которых коллекции моделей предложений, перевод сказки «Тень» Ханса Христиана Андерсена, некоторые популярные поговорки и несколько стихотворений.